# Comuna Viișoara, Vaslui
Viișoara este o comună în județul Vaslui, Moldova, România, formată din satele Halta Dodești, Văleni, Viișoara (reședința) și Viltotești.

## Prezentare generală
- Comuna Viișoara, s-a numit comuna Băsești până în anul 1968.
- Vecinii comunei sunt la nord Comuna Roșiești, Vaslui, la est Comuna Găgești, Vaslui, la sud Comuna Dodești, Vaslui și la vest Comuna Banca, Vaslui.
- Satul Viișoara este reședința de comună (este cunoscut și sub denumirea de Băsești). Atât satul Viișoara cât și celelalte sate sunt așezări de răzeși, atestate încă din secolul al XV-lea.
- Coordonate sat Viișoara: Latitudine 46.38°N Longitudine 27.88°E

## Împărțire administrativă
Comuna Viișoara este alcatuită din 4 sate:
- Viișoara (Viișoara), Vaslui
- Viltotești, Vaslui
- Văleni (Viișoara), Vaslui
- Halta Dodești, Vaslui

Suprafața totală a comunei este de 5111 ha din care:
- teren agricol - 3972 ha;
- păduri - 822 ha;
- drumuri și căi ferate - 105 ha;
- curți și construcții - 97 ha;
- ape - 11 ha;
- terenuri neproductive - 104 ha.

Terenul intravilan al comunei este de 345,06 ha:
- Terenul intravilan satul Viișoara : 216,99 ha;
- Terenul intravilan satul Viltotești : 55,33 ha;
- Terenul intravilan satul Văleni (Viișoara) : 37,10 ha;
- Terenul intravilan satul Halta Dodesti : 35,64 ha.

## Geografie

### Relief
Comuna Viișoara este situată în Podișul Central Moldovenesc - la limita estică a dealurilor Fălciului, în zona de centru-est a județului Vaslui, la distanță de 32 km de municipiul Bârlad și la 50 km de municipiul Vaslui.

### Ape
- Râul Urdești (denumirea veche Pârâul Manole)
- Râul Văleni (denumirea veche Pârâul Făgădău)

## Demografie
Componența etnică a comunei Viișoara
     Români (93,09%)
     Alte etnii (0,26%)
     Necunoscută (6,64%)
Componența confesională a comunei Viișoara
     Ortodocși (92,9%)
     Alte religii (0,46%)
     Necunoscută (6,64%)
Conform recensământului efectuat în 2021, populația comunei Viișoara se ridică la 1.535 de locuitori, în scădere față de recensământul anterior din 2011, când fuseseră înregistrați 1.909 locuitori. Majoritatea locuitorilor sunt români (93,09%), iar pentru 6,64% nu se cunoaște apartenența etnică. Din punct de vedere confesional, majoritatea locuitorilor sunt ortodocși (92,9%), iar pentru 6,64% nu se cunoaște apartenența confesională.

## Politică și administrație
Comuna Viișoara este administrată de un primar și un consiliu local compus din 11 consilieri. Primarul, Liviu Pârciu[*], de la Partidul Social Democrat, este în funcție din 2008. Începând cu alegerile locale din 2024, consiliul local are următoarea componență pe partide politice:
|  | Partid                    | Consilieri | Componența Consiliului | Componența Consiliului | Componența Consiliului | Componența Consiliului | Componența Consiliului | Componența Consiliului | Componența Consiliului | Componența Consiliului | Componența Consiliului |
|  | ------------------------- | ---------- | ---------------------- | ---------------------- | ---------------------- | ---------------------- | ---------------------- | ---------------------- | ---------------------- | ---------------------- | ---------------------- |
|  | Partidul Social Democrat  | 9          |                        |                        |                        |                        |                        |                        |                        |                        |                        |
|  | Partidul Național Liberal | 2          |                        |                        |                        |                        |                        |                        |                        |                        |                        |